# Zone 5 (Afar)
La Zone administrative 5 (plus connu sous le nom de sultanat de Dawe) est l'une des cinq zones administrative de la région Afar en Éthiopie. Aucune des zones de l'Afar ne porte de nom. Cette zone, qui longe les plateaux d'Éthiopie, est entourée de la zone administrative 3 au sud et l'est, la région Amhara à l'ouest et la zone administrative 1 au nord.
La zone est par ailleurs composée de 5 woredas : 
- Artuma
- Dawe
- Furse
- Simurobi
- Telalak

Selon les chiffres de l'Agence Centrale des Statistiques éthiopienne (CSA), en 2005, cette zone comprenait une population totale estimée à 349 918 personnes, dont 199 290 hommes et 150 628 femme. 14,9 % de la population serait urbaine.